# Hypomyces pseudopolyporinus
Hypomyces pseudopolyporinus är en svampart som beskrevs av Samuels & Rogerson 1986. Hypomyces pseudopolyporinus ingår i släktet Hypomyces och familjen Hypocreaceae.   Inga underarter finns listade i Catalogue of Life.